# Hell Below
Hell Below é um filme estadunidense de 1933, dos gêneros drama, guerra e romance, dirigido por Jack Conway para a Metro-Goldwyn-Mayer, com roteiro baseado no romance Pigboats, do comandante norte-americano Edward Ellsberg.

## Elenco
- Robert Montgomery como tte. Thomas Knowlton
- Walter Huston como tte.comte. T. J. Toler
- Madge Evans como Joan Standish
- Jimmy Durante como "Ptomaine", o cozinheiro
- Eugene Pallette como "Mac" MacDougal
- Robert Young como tte. Ed "Brick" Walters
- Edwin Styles como comte. Herbert Standish
- John Lee Mahin como tte. "Speed" Nelson
- David Newall como tte. Radford
- Sterling Holloway como Seaman Jenks
- Charles Irwin como sgt. Buck Teeth